# Learjet 31
De Learjet 31 is een privéjet van de Amerikaanse vliegtuigbouwer Learjet dat in de tweede helft van de jaren 1980 werd ontwikkeld.

## Geschiedenis

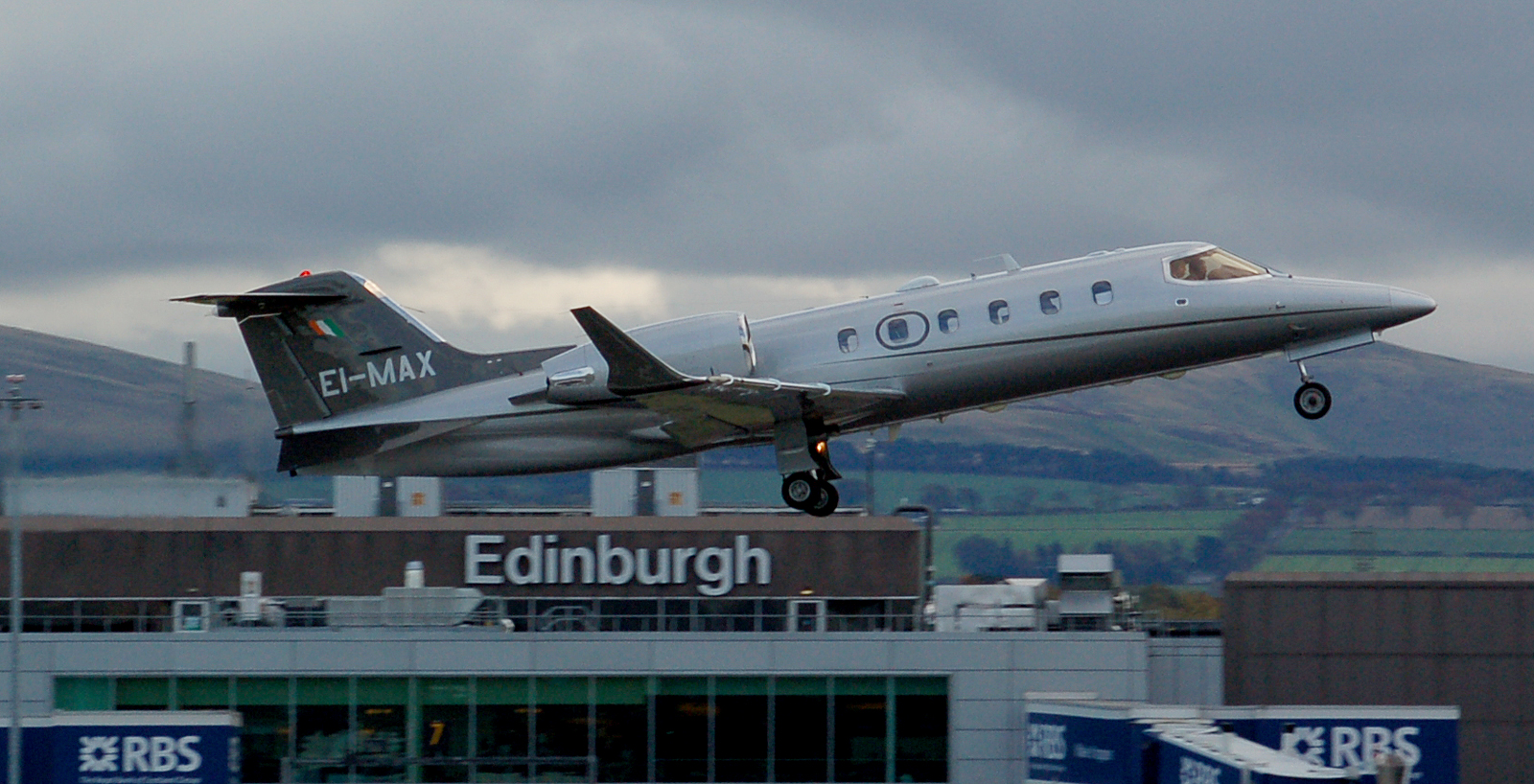
Learjet 31A (2007)

Midden jaren 1980 besloot Learjet de romp en motoren van haar succesvolle 35 te combineren met de modernere vleugels van de 55. Die combinatie kreeg de naam Learjet 31 en maakte de eerste vlucht in mei 1987 om in augustus 1988 vliegwaardig te worden bevonden door de FAA.
Het type werd tegen oktober 1990 verder verbeterd tot 31A en 31A/ER, waarbij ER verwijst naar het grotere vliegbereik. Onder de verbeteringen waren een groter startgewicht, meer brandstofcapaciteit, een hogere snelheid en nieuwe digitale avionica van AlliedSignal. In 1995 kreeg het vliegtuig een nieuw interieur met meer hoofdruimte. In 2000 werd de 31A weer herzien en kreeg wederom een hoger startgewicht.